# البروتوكول المتعلق بأسلحة الليزر المسببة للعمى
البروتوكول المتعلق بأسلحة الليزر المسببة للعمى، البروتوكول الرابع لاتفاقية 1980 المتعلقة بأسلحة تقليدية معينة، أصدرته منظمة الأمم المتحدة بتاريخ 13 أكتوبر 1995. بدأ سريانه في 30 يوليو 1998. اعتباراً من نهاية أبريل 2018، وافقت 109 دولة على هذا البروتوكول.

## تاريخ
أُعتمدت الاتفاقية المتعلقة بأسلحة تقليدية معينة وثلاثة بروتوكولات ملحقة بها في 10 أكتوبر 1980 وتم فتح باب التوقيع عليها في 10 أبريل 1981. في عام 1986 دفعت السويد وسويسرا من أجل الليزر المسبب للعمى. خلال فترة 1989-1991، عقدت لجنة الصليب الاحمر الدولية (ICRC) أربعة اجتماعات دولية لخبراء هذا المجال، وفي عام 1993 نشرت «الأسلحة المسببة للعمى»

## نص البروتوكول

### البند الأول
يمنع استخدام أسلحة الليزر المصممة بشكل خاص، لتكون وظيفتها القتالية الوحيدة أو إحدى وظائفها القتالية، لإحداث العمى الدائم للرؤية غير المعززة، أي للعين المجردة أو للعين بأجهزة الرؤية التصحيحية. ولا يجوز للأطراف المتعاقدة السامية نقل هذه الأسلحة إلى أي دولة أو أي كيان غير تابع للدولة.

### البند الثاني
عند استخدام أنظمة الليزر، ينبغي للأطراف المتعاقدة السامية اتخاذ جميع الاحتياطات اللازمة لتجنب الإصابة بالعمى الدائم للرؤية غير المعززة. تشمل هذه الاحتياطات تدريب قواتها المسلحة وتدابير عملية أخرى.

### البند الثالث
يحدد البند الثالث ان هذا الحظر لايشمل العمى الحاصل كأثر عَرَضي أو مصاحب للاستخدام العسكري المشروع لأنظمة الليزر ولاسيما أنظمة الليزر المستخدمة ضد المعدات البصرية.

### البند الرابع
لغرض هذا البروتوكول، يُعنى «العمى الدائم» بفقدان البصر الذي لايمكن اصلاحه أو الغير قابل للتصحيح والذي يؤدي إلى اعاقة خطيرة مع عدم احتمالية تعافيه. الإعاقة الخطيرة تعادل حدة البصر الأقل من 20/200 سنيلين وتقاس باستخدام كلتا العينين.

## الأهمية التاريخية
رحبت اللجنة الدولية للصليب الاحمر بحظر الليزر المسبب للعمى بوصفه «اختراق بارز للقانون الإنساني الدولي». مضافة: كان الحظر مسبقاً عند استخدام سلاح جديد بغيض والذي بدا انتشاره وشيكاً خطوة تاريخية من اجل البشرية. وهي تمثل المرة الأولى من عام 1868، عندما تم حظر استخدام الرصاص المتفجر، وايضاً تم حظر سلاح ذو أهمية عسكرية قبل استخدامه في ساحة المعركة وقبل تدفق الضحايا مما قد اعطى دليل مرئي على آثاره الوخيمة.
هذه كانت أول معاهدة دولية تنظم استخدام اسلحة الليزر اثناء الحرب. (سبق وقد تم ذكر استخدام الليزر أثناء السلام في البند الرابع من اتفاقية منع الانشطة العسكرية الخطرة لعام 1989 بين الاتحاد السوفييتي والولايات المتحدة.)

## محددات
لا يحظر البروتوكول الهجمات ضد المناظير والمعدات البصرية الأخرى لأنه لم يكن معروفًا ما إذا كانت هجمات اجهزة الليزر يمكن ان تتسبب بالعمى الدائم. يسمح البند الثالث بإتلاف المعدات البصرية الإلكترونية لأن اتلافها لايسبب أي اضرار أو اصابات بشرية.
يجادل طبيب العيون جون مارشال انه بالرغم من حظر البروتوكول لازالت بلدان تقوم بتطوير واستخدام “ جهاز مُقدر مسافات ليزري، ومضيء الهدف وأنظمة مكافحة اجهزة الاستشعار «. لاتزال اسلحة الليزر» مضادة للأفراد «لأن هذه التقنيات لديها القدرة على الاستخدام ضد البشر وعلاوة على ذلك استخداماتها المقصودة. على سبيل المثال» نظام الليزر الذي يسطع على بعد ميل قد يسبب العمى الدائم على المدى القريب. والطريقة الوحيدة لمنع جميع اصابات العين المحتملة بسبب الليزر هي حظرها.[بحاجة لمصدر] ولكن البلدان المتفاوضة رأت أن ذلك غير ممكن عسكرياً وغير مرغوب فيه من الناحية الإنسانية لأهمية ليزر تحديد الاهداف وتحديد المدى في ابقاء الذخائر على الهدف وبعيدًا عن المدنيين.

## روابط خارجية
- نص
- تصديقات